# Diocesi di Polokwane
La diocesi di Polokwane (in latino: Dioecesis Polokwanensis) è una sede della Chiesa cattolica in Sudafrica suffraganea dell'arcidiocesi di Pretoria. Nel 2021 contava 25.193 battezzati su 2.664.600 abitanti. È retta dal vescovo Jeremiah Madimetja Masela.

## Territorio
La diocesi comprende parte della provincia sudafricana del Limpopo.
Sede vescovile è la città di Polokwane, già nota come Pietersburg, dove si trova la cattedrale di San Benedetto.
Il territorio è suddiviso in 13 parrocchie.

## Storia
La prefettura apostolica del Transvaal settentrionale fu eretta il 22 dicembre 1910 con il decreto Ut catholici di Propaganda Fide, ricavandone il territorio dal vicariato apostolico del Transvaal (oggi arcidiocesi di Johannesburg).
Il 23 giugno 1939 la prefettura apostolica fu elevata ad abbazia territoriale di Pietersburg in forza della bolla Quo in Transvaallensi di papa Pio XII.
Il 27 dicembre 1962 cedette una porzione del suo territorio a vantaggio dell'erezione della prefettura apostolica di Louis Trichardt (oggi diocesi di Tzaneen).
Il 15 dicembre 1988 l'abbazia territoriale è stata elevata a diocesi, con il nome di diocesi di Pietersburg, in forza della bolla Quae dicio ecclesiastica di papa Giovanni Paolo II.
Il 4 settembre 2009 ha assunto il nome attuale.

## Cronotassi dei vescovi
Si omettono i periodi di sede vacante non superiori ai 2 anni o non storicamente accertati.
- Ildefonso Lanslots, O.S.B. † (1911 - marzo 1921 dimesso)
- Salvatore van Nuffel, O.S.B. † (21 marzo 1922 - 1939 deceduto)
- Frederic Osterrath, O.S.B. † (14 novembre 1939 - ottobre 1952 dimesso)
- Francis Clement Van Hoeck, O.S.B. † (6 gennaio 1954 - 29 novembre 1974 dimesso)
- Fulgence Werner Le Roy, O.S.B. † (10 luglio 1975 - 17 febbraio 2000 ritirato)
- Mogale Paul Nkhumishe † (17 febbraio 2000 - 9 dicembre 2011 dimesso)
- Jeremiah Madimetja Masela, dal 10 giugno 2013

## Statistiche
La diocesi nel 2021 su una popolazione di 2.664.600 persone contava 25.193 battezzati, corrispondenti allo 0,9% del totale.
| anno | popolazione | popolazione | popolazione | presbiteri | presbiteri | presbiteri | presbiteri                | diaconi | religiosi | religiosi | parrocchie |
| anno | battezzati  | totale      | %           | numero     | secolari   | regolari   | battezzati per presbitero | diaconi | uomini    | donne     | parrocchie |
| ---- | ----------- | ----------- | ----------- | ---------- | ---------- | ---------- | ------------------------- | ------- | --------- | --------- | ---------- |
| 1950 | 13.848      | ?           | ?           | 19         | 1          | 18         | 728                       |         | 28        | 100       | 10         |
| 1970 | 43.917      | 650.000     | 6,8         | 26         | 6          | 20         | 1.689                     | 2       | 51        | 97        |            |
| 1980 | 72.237      | 839.000     | 8,6         | 22         | 6          | 16         | 3.283                     | 13      | 34        | 57        | 10         |
| 1990 | 108.133     | 910.000     | 11,9        | 22         | 10         | 12         | 4.915                     | 10      | 24        | 57        | 26         |
| 1999 | 105.982     | 2.000.000   | 5,3         | 24         | 12         | 12         | 4.415                     | 9       | 28        | 55        | 20         |
| 2000 | 95.125      | 2.000.000   | 4,8         | 20         | 11         | 9          | 4.756                     | 9       | 23        | 47        | 18         |
| 2001 | 96.311      | 2.000.000   | 4,8         | 19         | 12         | 7          | 5.069                     | 9       | 14        | 46        | 13         |
| 2002 | 98.279      | 2.500.000   | 3,9         | 26         | 11         | 15         | 3.779                     | 9       | 32        | 48        | 26         |
| 2003 | 96.772      | 2.500.000   | 3,9         | 30         | 14         | 16         | 3.225                     | 10      | 25        | 45        | 13         |
| 2004 | 86.268      | 2.500.000   | 3,5         | 23         | 18         | 5          | 3.750                     | 8       | 14        | 44        | 12         |
| 2010 | 93.500      | 2.624.000   | 3,6         | 28         | 21         | 7          | 3.339                     | 7       | 12        | 40        | 13         |
| 2013 | 96.900      | 2.722.000   | 3,6         | 23         | 17         | 6          | 4.213                     | 1       | 19        | 32        | 13         |
| 2016 | 29.400      | 2.866.000   | 1,0         | 22         | 14         | 8          | 1.336                     |         | 10        | 3         | 13         |
| 2019 | 31.400      | 3.048.400   | 1,0         | 22         | 14         | 8          | 1.427                     |         | 10        | 3         | 13         |
| 2021 | 25.193      | 2.664.600   | 0,9         | 15         | 15         |            | 1.679                     |         | 12        | 14        | 13         |